# François Van Impe
François Van Impe (Nieuwerkerken, 13 november 1848 - Oostakker, 8 december 1897) was een Belgisch politicus en geneesheer. Hij was de zevende burgemeester van Oostakker.

## Levensloop
François Van Impe werd op 13 november 1848 geboren in het Oost-Vlaamse Nieuwerkerken, later deelgemeente van Aalst, als Franciscus Van Impe. Hij was de zoon van landbouwer Joannes Baptista Van Impe en Victoria Redant. Hij liep school in het jezuïetencollege het Sint-Jozefscollege van Aalst. Hierna studeerde hij geneeskunde aan de KU Leuven. In 1877 behaalde hij daar zijn doctoraat in de geneeskunde met voldoening. Hierna vestigde hij zich te Oostakker.
Hij stierf op 8 december 1897 in zijn woning in Oostakker, op 49-jarige leeftijd.

## Politiek
Op 24 juli 1886 overleed burgemeester Charles De Rudder. Daarna werd François Van Impe aangesteld als burgemeester van Oostakker. Dit bleef hij tot 20 januari 1896, toen Charles Blommaert werd aangesteld als zijn opvolger. François Van Impe bleef nog raadslid van de gemeente Oostakker tot zijn dood. Als raadslid werd hij opgevolgd door Petrus De Keukelaere.

## Nagedachtenis
- In Oostakker is er een straat vernoemd naar François Van Impe.[4]